# Liana Guiurdzhian
Liana Guiurdzhian (en armenio: Լյանա Գյուրջյան; Guetazat, 13 de junio de 2002) es una deportista armenia que compite en halterofilia. Ganó tres medallas en el Campeonato Europeo de Halterofilia entre los años 2019 y 2025.

## Palmarés internacional
| Campeonato Europeo | Campeonato Europeo  | Campeonato Europeo | Campeonato Europeo |
| Año                | Lugar               | Medalla            | Categoría          |
| ------------------ | ------------------- | ------------------ | ------------------ |
| 2019               | Batumi (Georgia)    | Medalla de bronce  | 81 kg              |
| 2021               | Moscú (Rusia)       | Medalla de bronce  | 81 kg              |
| 2025               | Chisináu (Moldavia) | Medalla de plata   | 87 kg              |